# Géder
Antônio Géder Malta Camilo (Recreio, 23 de abril de 1978), conhecido apenas como Géder (ou, também, Antônio Géder) é um ex-futebolista brasileiro, que atuava como zagueiro.

## Carreira
Géder começou sua carreira no Serrano-RJ, ainda na base, transferindo-se para os juniores, ao Vasco da Gama. Promovido em 1998, conquistou a Copa Libertadores da América de 1998 com o Gigante da Colina, e participou também da conquista da Copa João Havelange e da inesquecível vitória sobre o Palmeiras na decisão da Copa Mercosul de 2000, e nas três conquistas teve participações discretas.
Seu desempenho chamou a atenção de equipes da Europa. O Saturn, clube da região metropolitana de Moscou, foi mas rápido e contratou o zagueiro, que foi um dos comandantes da defesa dos Aliens. Entretanto, Géder tinha vontade de jogar por uma equipe de maior porte, e o desejo foi realizado quando ele foi contratado pelo Spartak. Ficou apenas um ano na equipe, e ao fim de seu contrato com os vermelhos, Géder decidiu procurar uma nova agremiação para atuar. O Le Mans o contratou em 2008. em 30 de Agosto de 2010, foi contratado pelo Sport Club do Recife, para a disputa do Campeonato Brasileiro da Série B. Em dezembro de 2011, foi contratado pelo Olaria para o Campeonato Carioca. Hoje o mesmo mora na cidade de Recreio-MG.

## Titulos
Vasco da Gama
- Taça Guanabara: 1998 e 2000
- Taça Rio: 1999 e 2001
- Campeonato Carioca: 1998
- Campeonato Brasileiro: 2000
- Torneio Rio São-Paulo: 1999
- Copa Libertadores da América: 1998
- Copa Mercosul: 2000

Spartak Moscou
- Copa da Rússia: 2003
- Liga Russa: 2006